# Clarence Hill
Clarence Hill (* 26. Juni 1951) ist ein Boxer aus Bermuda. Er gewann bei den Olympischen Spielen 1976 in Montreal eine Bronzemedaille im Schwergewicht.

## Werdegang

### Amateurlaufbahn
Clarence Hill begann im Jugendzentrum von Pembroke mit dem Boxen. Sein erster Trainer war Stanley Trimm, dem Allan Rego folgte. Er entwickelte sich dabei bei einer Größe von 1,87 Metern als Erwachsener zu einem Schwergewichtler mit einem Gewicht von ca. 90 kg, der die Rechtsauslage bevorzugte.
Von den sportlichen Erfolgen Clarence Hills ist nur der Gewinn einer Bronzemedaille bei den Olympischen Spielen 1976 in Montreal bekannt. Er startete dort im Schwergewicht und besiegte nach einem Freilos in der ersten Runde Parvis Badpa aus dem Iran durch K. o. in der dritten Runde und Rudy Gauwe aus Belgien nach Punkten. Damit stand er im Halbfinale dem Rumänen Mircea Simon gegenüber, gegen den er nach Punkten verlor. Bei einem Sieg über Simon hätte er gegen Teófilo Stevenson aus Kuba um die Goldmedaille boxen können.
Diese Bronzemedaille war die erste olympische Medaille, die ein Sportler oder eine Sportlerin aus Bermuda gewonnen hat. Nach Hill gelang dies erst wieder Flora Duffy, die bei den Olympischen Sommerspielen 2020 Gold im Triathlon errang.
Andere Ergebnisse von Clarence Hill sind nicht bekannt. An den Weltmeisterschaften der Amateure 1974 und 1978 hat er nicht teilgenommen. Ebenso ist er nicht in den Siegerlisten der Pan Amerikanischen Spiele jener Jahre verzeichnet. Auch in den Siegerlisten anderer Meisterschaften oder Turniere, die damals stattfanden, wird er nicht genannt.

### Profilaufbahn
Schon 29-jährig wechselte Clarence Hill 1980 zu den Profis. Er bestritt am 14. April 1980 in London seinen ersten Profikampf und besiegt dabei den Engländer David Fry durch K. o. in der ersten Runde. Im weiteren Verlauf seiner Karriere siegte er auch in den 10 nächsten Kämpfen, die in England, auf den Bermudas und in den Vereinigten Staaten stattfanden meist kurzrundig durch K. o.
Am 7. August 1982 traf er in Albuquerque auf den US-Amerikaner Tony Tubbs, der schon damals als zukünftiger Weltmeister gesehen wurde. Hill erzielte gegen Tubbs in der ersten Runde einen Niederschlag, verlor diesen Kampf aber nach zehn Runden nach Punkten.
Im weiteren Verlauf bestritt er in den Vereinigten Staaten und auf Bermuda noch elf Kämpfe gegen mehr oder weniger mittelmäßige Gegner. Er verlor davon nur zwei und boxte einmal Unentschieden. Einen Kampf gegen einen wichtigen Gegner, der ihn wirklich nach vorne gebracht hätte, erhielt er nicht mehr. Er bestritt deshalb am 7. Juni 1986 in Hamilton (Bermuda) seinen letzten Kampf, in dem er Mike Perkins aus den USA durch technischen K. o. in der dritten Runde besiegte.
Clarence Hill kam bereits im Alter von 19 Jahren erstmals mit Drogen in Berührung. Auch in späteren Jahren (1978) und vor allem nach dem Ende seiner Boxerlaufbahn wurde er in den Vereinigten Staaten wegen Drogenvergehen belangt und musste langjährige Haftstrafen absitzen, zu denen auch noch eine Haftstrafe wegen eines bewaffneten Raubüberfalles kam. Nach seiner letzten Haftstrafe hat er aber den Weg zu einem bürgerlichen Dasein zurückgefunden. Er wohnt heute in New Rochelle, New York.